# Knokke-Heist
Knokke-Heist es un municipio de la región de Flandes, en la provincia de Flandes Occidental, Bélgica. El 1 de enero de 2018 el municipio tenía 33 097 habitantes, ocupando un área de 56.44 km², con una densidad de población de 586 habitantes por km².

## Geografía

### Secciones del municipio
El municipio comprende los antiguos municipios, que se fusionaron en 1977:
| - Knokke - Heist-aan-Zee - Ramskapelle - Westkapelle |

## Demografía

### Evolución
Todos los datos históricos relativos al actual municipio, el siguiente gráfico refleja su evolución demográfica, incluyendo municipios después de efectuada la fusión el 1 de enero de 1977.
| Gráfica de evolución demográfica de Knokke-Heist entre 1846 y 2020 |
|                                                                    |